# Province du Medio Campidano
Le Medio Campidano est une province province italienne de la région autonome de la Sardaigne, en cours de recréation.
Elle est d'abord créée le 12 juillet 2001, dans le cadre du redécoupage de la région en huit provinces, et devient opérationnelle après les élections provinciales des 8 et 9 mai 2005. À la suite d'une nouvelle réforme territoriale le 4 février 2016, son territoire est intégré dans la nouvelle province de la Sardaigne du Sud. 
Enfin, elle est recréée dans les mêmes limites le 15 avril 2021.

## Géographie
La province comprend le territoire de la partie centrale du Campidano, auparavant faisant partie de la province de Cagliari.
Les 28 communes attachées à cette province par la loi régionale no 9 sont : Arbus, Barumini, Collinas, Furtei, Genuri, Gesturi, Gonnosfanadiga, Guspini, Las Plassas, Lunamatrona, Pabillonis, Pauli Arbarei, Samassi, San Gavino Monreale, Sanluri, Sardara, Segariu, Serramanna, Serrenti, Setzu, Siddi, Tuili, Turri, Ussaramanna, Villacidro, Villamar, Villanovaforru, Villanovafranca.
Par la loi régionale no 10 du 13 octobre 2003, les communes d'Escolca, Gergei, Guasila, Isili, Mandas, Nurri, Nuragus, Nurallao, Orroli, Samatzai, Serri, Villanova Tulo ont finalement été attribués à la province de Cagliari.

## Administration
- Chef-lieu provisoire : Sanluri.
- Communes principales : Guspini, San Gavino Monreale, Villacidro, Sanluri.

## Communes
La province compte 28 communes :
| #  | Communes            | Province | Superficie | Population | Population |
| -- | ------------------- | -------- | ---------- | ---------- | ---------- |
| 01 | Arbus               | CA       | 267.16     | 7.596      | 7.157      |
| 02 | Barumini            | CA       | 26.57      | 1.475      | 1.418      |
| 03 | Collinas            | CA       | 20.79      | 1.076      | 1.021      |
| 04 | Furtei              | CA       | 26.12      | 1.793      | 1.701      |
| 05 | Genuri              | CA       | 7.55       | 444        | 400        |
| 06 | Gesturi             | CA       | 46.87      | 1.480      | 1.445      |
| 07 | Gonnosfanadiga      | CA       | 125.23     | 7.320      | 7.037      |
| 08 | Guspini             | CA       | 174.73     | 13.380     | 12.815     |
| 09 | Las Plassas         | CA       | 11.14      | 317        | 281        |
| 10 | Lunamatrona         | CA       | 20.57      | 1.896      | 1.886      |
| 11 | Pabillonis          | CA       | 37.56      | 3.106      | 3.137      |
| 12 | Pauli Arbarei       | CA       | 15.12      | 719        | 739        |
| 13 | Samassi             | CA       | 42.21      | 5.463      | 5.499      |
| 14 | San Gavino Monreale | CA       | 87.54      | 10.119     | 9.863      |
| 15 | Sanluri             | CA       | 84.16      | 8.499      | 8.604      |
| 16 | Sardara             | CA       | 56.11      | 4.503      | 4.370      |
| 17 | Segariu             | CA       | 16.69      | 1.383      | 1.356      |
| 18 | Serramanna          | CA       | 83.90      | 9.837      | 9.645      |
| 19 | Serrenti            | CA       | 42.82      | 5.327      | 5.214      |
| 20 | Setzu               | CA       | 7.82       | 189        | 168        |
| 21 | Siddi               | CA       | 11.02      | 878        | 814        |
| 22 | Tuili               | CA       | 24.50      | 1.263      | 1.185      |
| 23 | Turri               | CA       | 9.64       | 572        | 551        |
| 24 | Ussaramanna         | CA       | 9.75       | 656        | 600        |
| 25 | Villacidro          | CA       | 183.55     | 14.984     | 14.819     |
| 26 | Villamar            | CA       | 38.64      | 3.147      | 2.982      |
| 27 | Villanovaforru      | CA       | 10.97      | 739        | 707        |
| 28 | Villanovafranca     | CA       | 27.46      | 1.624      | 1.510      |